# Форшок
Форшок (англ. Foreshock) — англицизм, означающий землетрясение, произошедшее до более сильного землетрясения и связанное с ним примерно общим временем и местом. Обозначение форшоков, основного землетрясения и повторных толчков (афтершоков) возможно только после всех этих событий. Хорошо изученные форшоки, свойственные тому или иному сейсмическому очагу, могут служить в качестве одного из  «предвестников» землетрясения (главного толчка).

## Статистика и прогноз
Землетрясения с форшоками составляют всего несколько процентов из общего числа землетрясений. Форшоковая активность замечена примерно у 40 % всех средних и у 70 % всех больших (магнитуда >7,0) землетрясений. Они происходят за минуты, дни или большие промежутки времени до основного толчка. Например, Землетрясение на Суматре (2002) с магнитудой 7,3 произошло за 2 года до землетрясения 2004 года c магнитудой 9,1.
Увеличение сейсмической активности в определённой зоне используется как один из методов прогноза землетрясений. Однако, он не очень эффективен. Часть землетрясений не имеют форшоков, значительная часть небольших землетрясений форшоками не являются — всё это ведёт к ложным срабатываниям этого механизма прогнозов.
Но на трансформных разломах форшоки происходят по схожим сценариям, что позволяет с достаточной точностью определять место и время будущих землетрясений там.
Но некоторые мега-землетрясения (магнитуда >8,0) показывают полное отсутствие форшоковой активности, как, например, Ассамское землетрясение (1950) с магнитудой 8,7.

## Механика форшоков
Предполагается, что форшоки — часть процесса подготовки сильного землетрясения. По одной из моделей всё происходит каскадно — маленькое землетрясение запускает всё большие по силе, что продолжается вплоть до основного толчка. Тем не менее, анализ некоторых форшоков показал, что, вместе с повторными толчками (афтершоками), они — часть единого процесса разрядки в зоне разлома. Это подтверждается наблюдаемой взаимосвязью между частотой форшоков и частотой повторных толчков у землетрясения.